# AVR-GCC
AVR-GCC은 아트멜 AVR기종에서 구현되는 오픈소스인 GCC를 포함하는 c 컴파일러를 가능하게 하는 무료 라이브러리이다.
MCU의 대중화 및 프로그래머블한 사용에 크게 기여하였다.
특히 아트멜계열의  MCU를 장착하는 아두이노가 선보인 이래로 저렴한 비용의 강력한 전자기기 설계가 구현가능하도록 이바지하였다.

## 같이 보기
- GNU 사바나
- 아두이노 프로그래밍